# Partido dos bandidos e ladrões

Um cartaz que venceu o concurso Navalny "Contra o partido dos bandidos e ladrões"

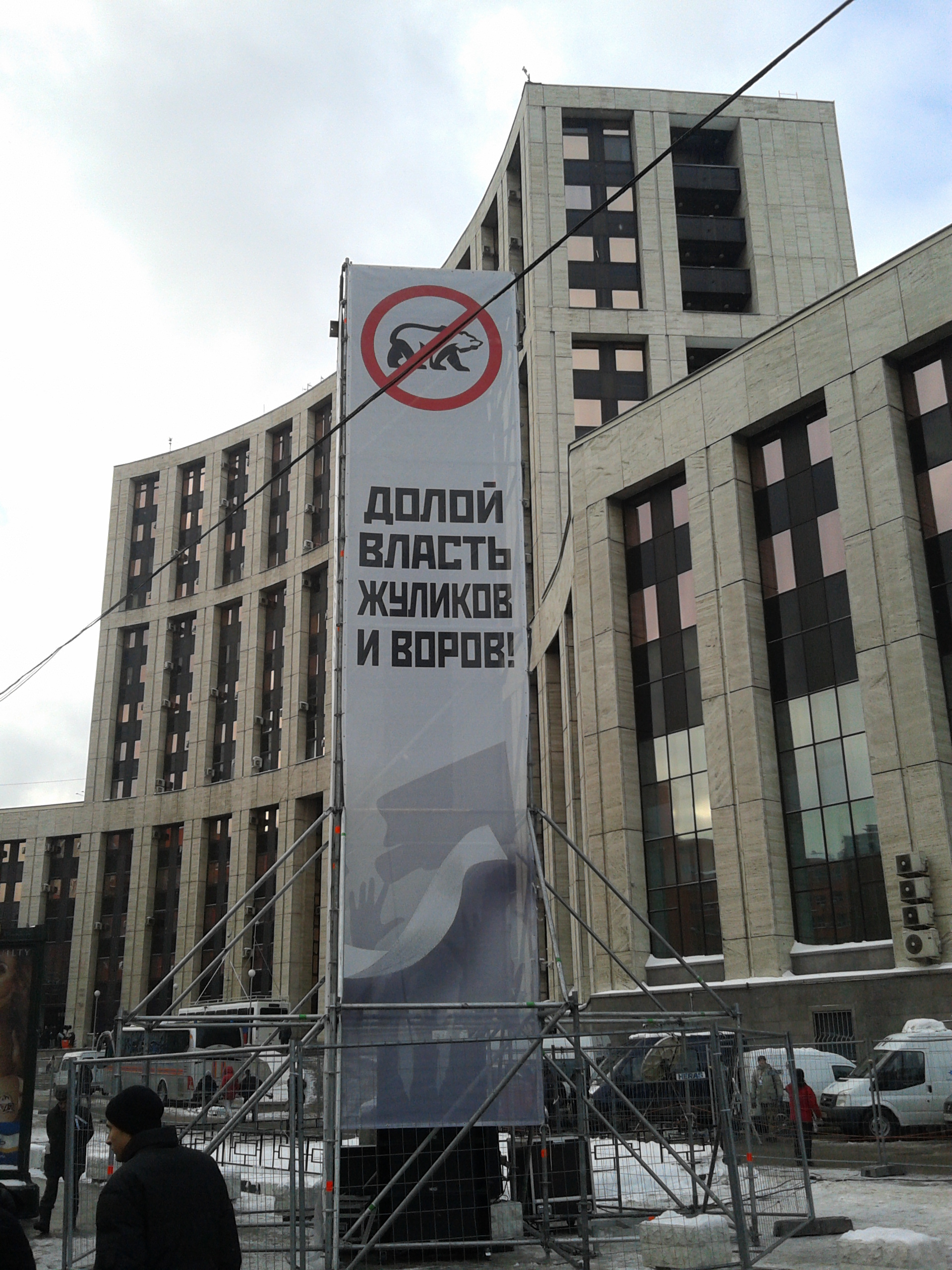
"Abaixo o poder dos bandidos e ladrões!"

"Partido dos bandidos e ladrões" (em russo: Партия жуликов и воров – Partiya zhulikov i vorov, abr. em russo: ПЖиВ – PZhiV ) é uma expressão amplamente divulgada entre a oposição na Rússia, usada para se referir ao partido no poder, Rússia Unida, liderado pelo ex-presidente russo Dmitry Medvedev. Foi cunhado pelo blogueiro e ativista anticorrupção Alexei Navalny em fevereiro de 2011.

## Origem
Em 2013, o político de extrema-direita Vladimir Zhirinovsky, falando ao Echo of Moscow, afirmou ter usado esta expressão em 2009. Em 2010, o político liberal Boris Nemtsov, falando à Radio Free Europe / Radio Liberty, descreveu a Rússia Unida como "um partido de ladrões e funcionários corruptos".
Em 2 de Fevereiro de 2011, numa entrevista à estação de rádio Finam FM, o blogger e ativista anticorrupção Alexei Navalny respondeu à questão sobre a Rússia Unida:
| “ | Tenho uma opinião muito ruim sobre a Rússia Unida. A Rússia Unida é o partido da corrupção, o partido dos bandidos e ladrões. | ” |

A tradução em inglês "party of crooks and thieves" apareceu pela primeira vez em um artigo do The New Yorker em 4 de abril de 2011, pela jornalista americana nascida na Rússia Julia Ioffe. A expressão também foi usada pela The Economist em outubro e dezembro de 2011.

## Uso
O slogan foi amplamente utilizado durante a campanha eleitoral legislativa russa de 2011 por partidos e indivíduos.
Cartazes, faixas e adesivos com o slogan eram muito comuns durante os protestos de 2011 e 2012 .
Ao relatar as duas sessões, ou seja, o Congresso Nacional do Povo e a Conferência Consultiva Política do Povo Chinês, a CGTN Russian, uma plataforma de mídia chinesa em língua russa, usou o termo em seu vídeo para apresentar os esforços da China para conter a corrupção.

## Opinião pública
Uma pesquisa do Levada Center realizada em 19 de julho de 2011 revelou que 33% dos russos concordam que a Rússia Unida é um "partido de bandidos e ladrões", enquanto 47% discordam. Outra pesquisa do mesmo centro, em junho de 2012, mostrou um aumento de entrevistados concordando com a caracterização. Do total, 47% concordaram e 40% discordaram. A última pesquisa foi realizada em abril de 2013 pelo Levada Center. Pela primeira vez desde 2011, mostrou que a maioria dos russos (51%) concordava com a frase. Na mesma sondagem, 62% dos russos afirmaram que os membros da Rússia Unida pretendem “manter e fortalecer o seu próprio poder”.

## Reação da Rússia Unida
Em 11 de outubro de 2011, o Tribunal Distrital de Lyublinsky rejeitou a ação judicial do membro da Rússia Unida, Vladimir Svirid, contra Navalny.
Em 24 de novembro de 2011, durante um debate no canal de televisão russo Rússia-1 entre a Rússia Unida e o Partido Liberal Democrata, o membro da Duma Estatal Alexander Khinshtein (um membro da Rússia Unida) declarou:
| “ | A Rússia Unida funciona. Ela faz de tudo para mudar os [padrões] de vida em nosso país. Eles nos falam de um “partido de bandidos e ladrões”. Eu lhes responderei. É melhor estar em um “partido de bandidos e ladrões” do que em um “partido de assassinos, estupradores e ladrões”. | ” |